# Henrique Matos
Henrique José Teixeira Matos (Porto, 18 de julho de 1961), é um pintor e fotógrafo português.

## Vida e obra
Frequentou a Escola Artística de Soares dos Reis durante os anos de 1973 a 1981, tendo sido aluno do Mestre Isolino Vaz. Diplomou-se em Pintura em 1988 pela Escola Superior de Belas-Artes do Porto, onde foi discípulo de Álvaro Lapa, Amândio Silva, Sá Nogueira, Carlos Carreiro, Ângelo de Sousa e João Dixo.
Expôs pela primeira vez, coletivamente, em 1981 e realizou a sua 1.ª exposição individual em 1987. Participou em exposições coletivas e individuais em diversas cidades do país nomeadamente no Porto - Mercado Ferreira Borges, Matosinhos, Valongo, Fafe, Rio Tinto, Mosteiro de Arouca, Gondomar - Sala Júlio Resende, Museu Etnográfico da Praia de Mira, Lisboa. Entre 1991 e 1993 expôs em França nomeadamente no Centre Culturel Municipal de Fréjus e em  Nice no Tropheé de la Primière Change - Quai des États-Unis (Primeiro Prémio Ex-Aequeo), Galerie Art´Nold e na 1.ª Bienal Prix Mossa - Galerie-Musée Alexis et Gustav-Adolf-Mossa.

Em 1991 e 1992 viajou a Marrocos e em 1996 à Tunísia, tendo entrado em contacto com a cultura e arte árabe. Produziu numa primeira fase pinturas Surrealistas, tendo evoluído para uma temática abstracta. Produziu obras de carácter paisagístico assim como retratos de personalidades, é de destacar os retratos de Alberto Jorge, João André, Pedro Abrunhosa, entre outros. Estudou as culturas das antigas civilização Maia e Egípcia utilizando nos seus quadros temáticas alusivas a estas civilizações clássicas, tendo visitado Chichén Itzá em 2007 e Luxor em 2008. A sua última fase de pintura enquadra-se no estilo da Op Art, influenciado  por artistas como Escher, Jesús Rafael Soto, Victor Vasarely e Bridget Riley.
Henrique Matos além das artes plásticas dedica-se, desde a sua juventude, à fotografia histórica, arqueológica, artística e política, tendo sido publicadas fotografias da sua autoria em livros e revistas em Portugal, Alemanha, Itália e Brasil.
 Está representado nas coleções de arte da Câmara Municipal de Gondomar e da Câmara Municipal de Fréjus, França.

### Textos
"...Com o decorrer dos anos vão os artistas jovens amadurecendo as suas qualidades e vão adquirindo uma maior destreza técnica. Não surpreende que a necessidade de mostrar os resultados do trabalho entretanto cumprido. Umas presenças em exposições colectivas, o desafio da exposição individual. Desafio que, chegada a hora, também é vencido. Depois são os sucessivos degraus de uma carreira. O pertinaz prosseguir de uma vocação que se não desmente. É, para o analista, um dos mais aliciantes fenómenos constatar estas fases onde a afirmação se torna cada vez mais segura e a segurança é, de exposição para exposição, confirmada. Os méritos vão sendo o corolário deste modo de estar presente, de comparecer, de se publicitar..."

Texto de Joaquim Matos Chaves, Crítico de Arte, 1.ª Exposição individual, Sala de Exposições da Câmara Municipal de Matosinhos, 1987
"Do mito cósmico à génese da vida, o labirinto é revisitado e as origens perscrutadas em demanda da memória de outros mundos. Máscaras de intranquilidade, comoções projecções, signo incómodo, sinal autómato, único diluído. A cidade velha como alibi, interseccionada, reconstituída e novamente dissecada, ferida pelas cores da terra e da pedra. Entre raízes telúricas e assomos de intemporalidade, a pintura de Henrique Matos captura o espectador, suscita a manifestação da pluralidade dos discursos... e dos sentidos."

Texto de Carlos Fernandes, Licenciado em História da Arte, Exposição na Sala Júlio Resende, Gondomar,1997

## Galeria

### Pintura

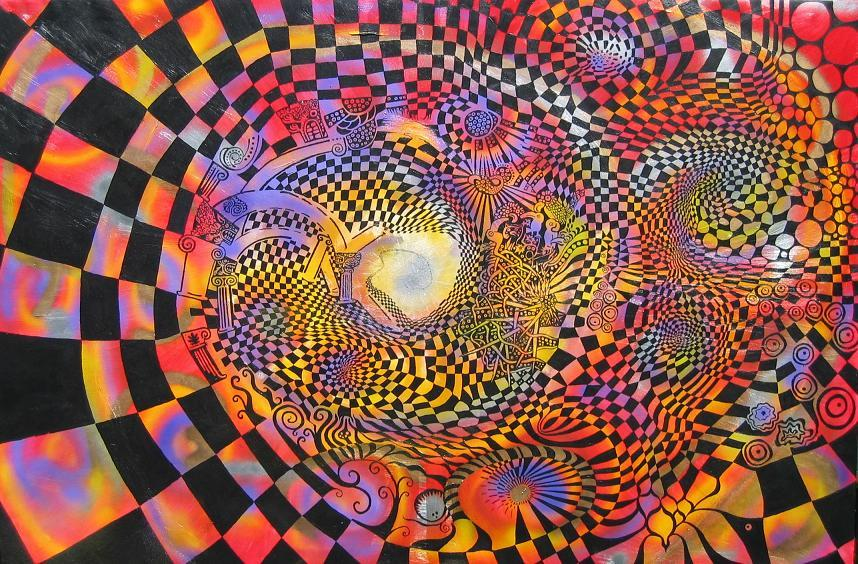
Cosmos, 2001
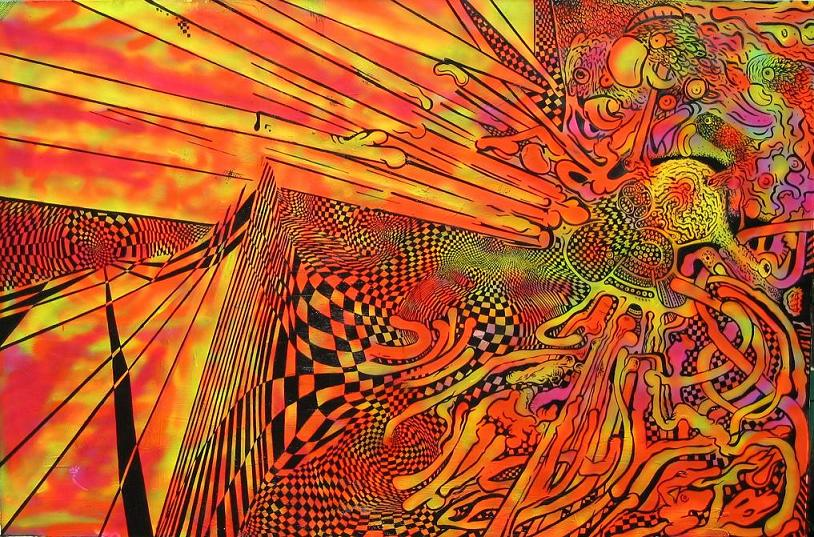
Reação cósmica, 2003
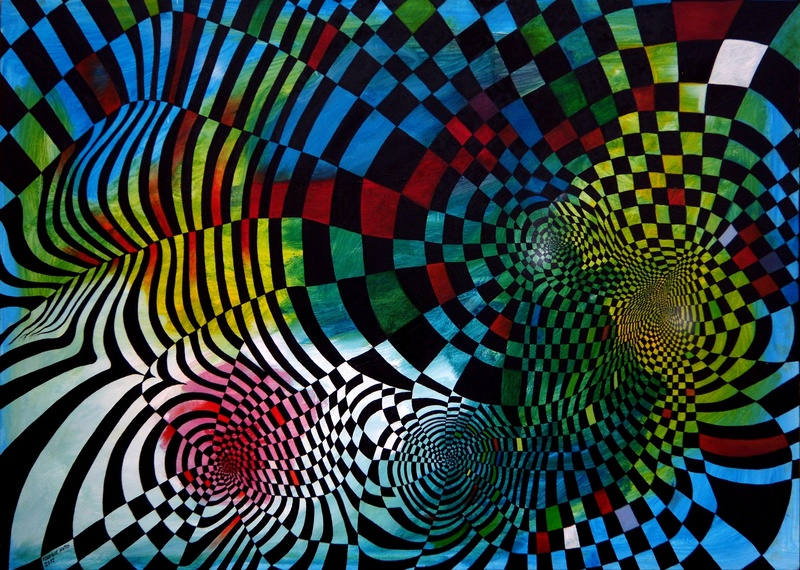
Movimento óptico I, 2012
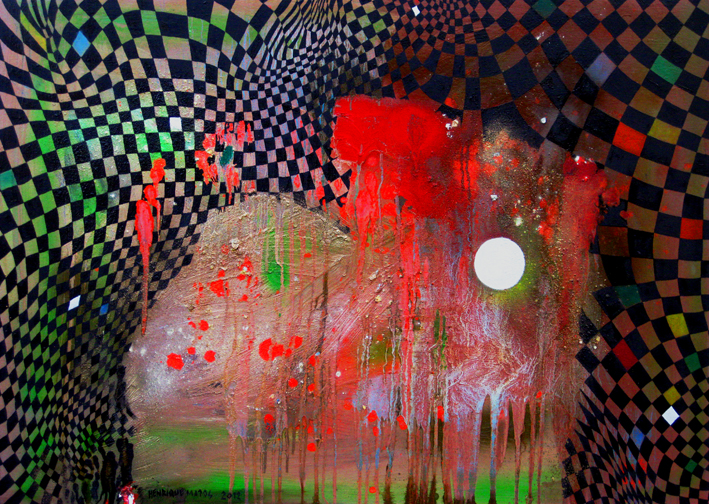
Movimento óptico II, 2012
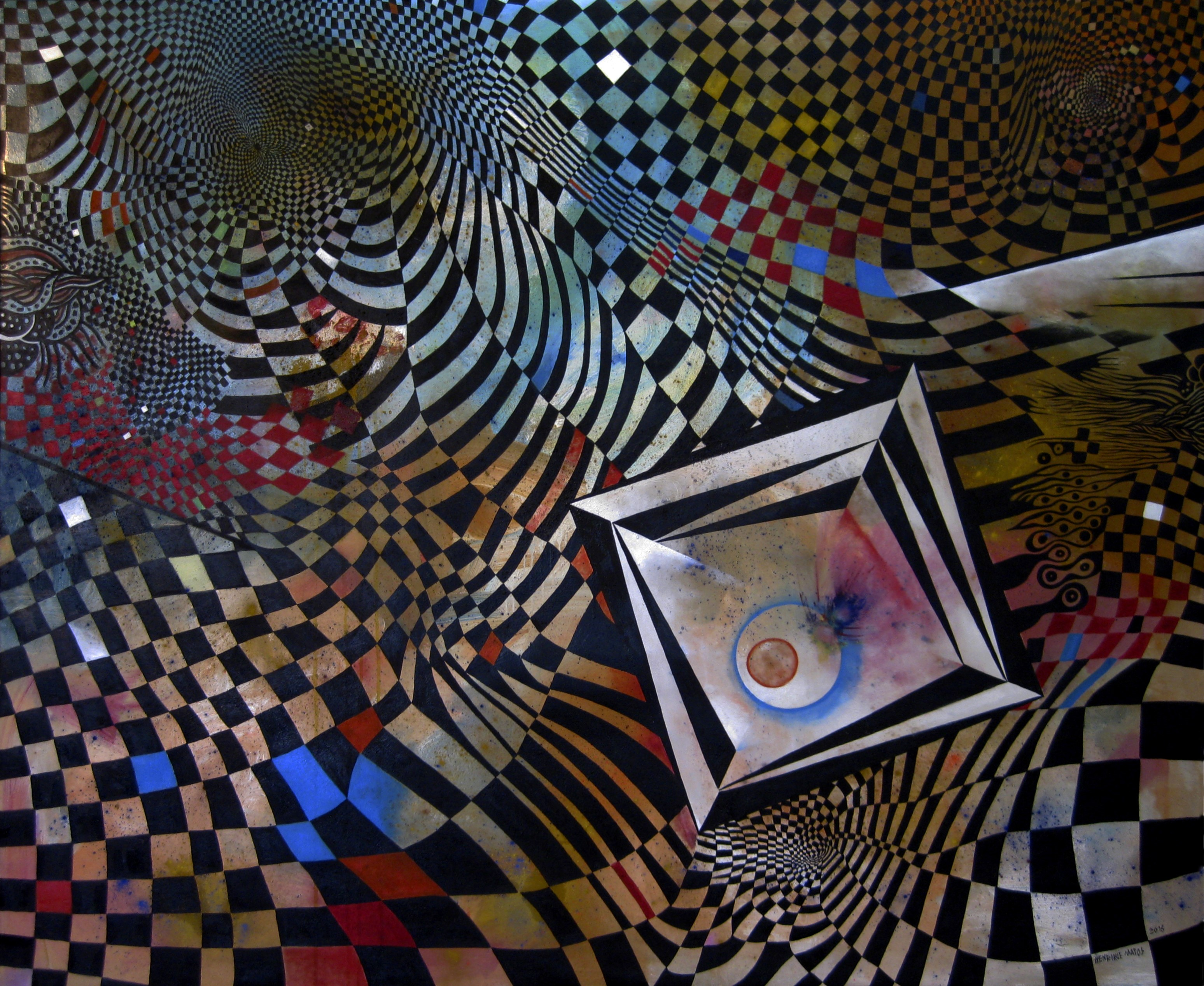
Movimento óptico VII, 2016

### Fotografia

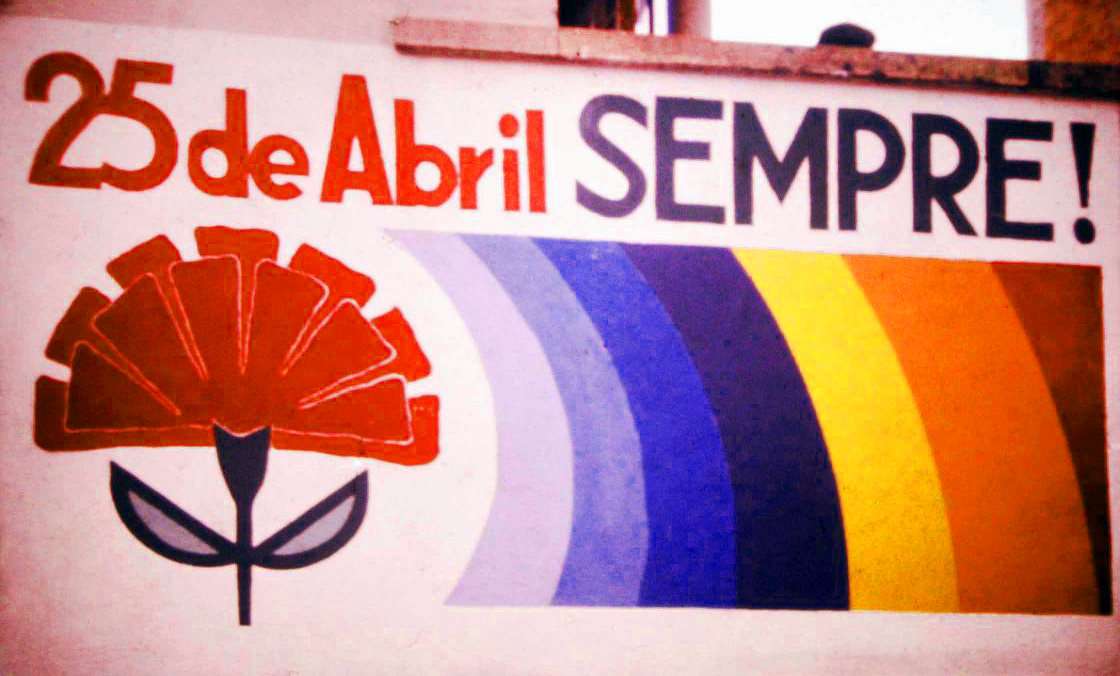
Revolução dos cravos, 1978
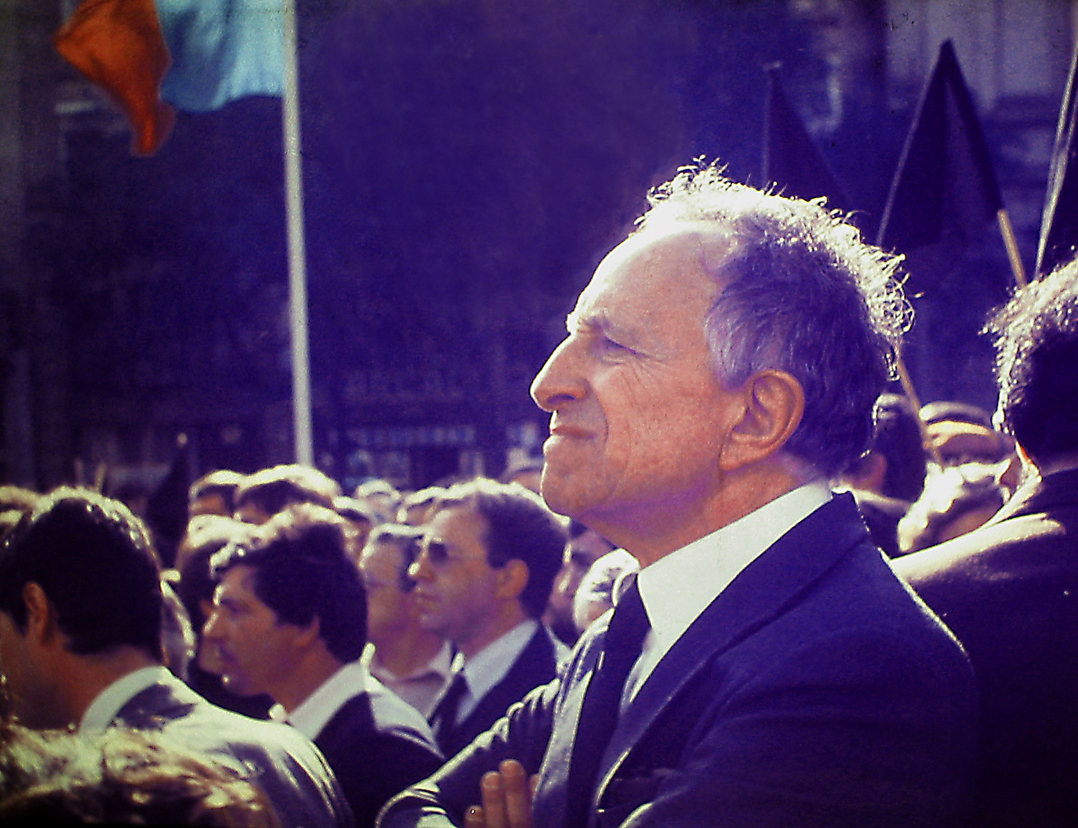
Vasco Gonçalves, 1982
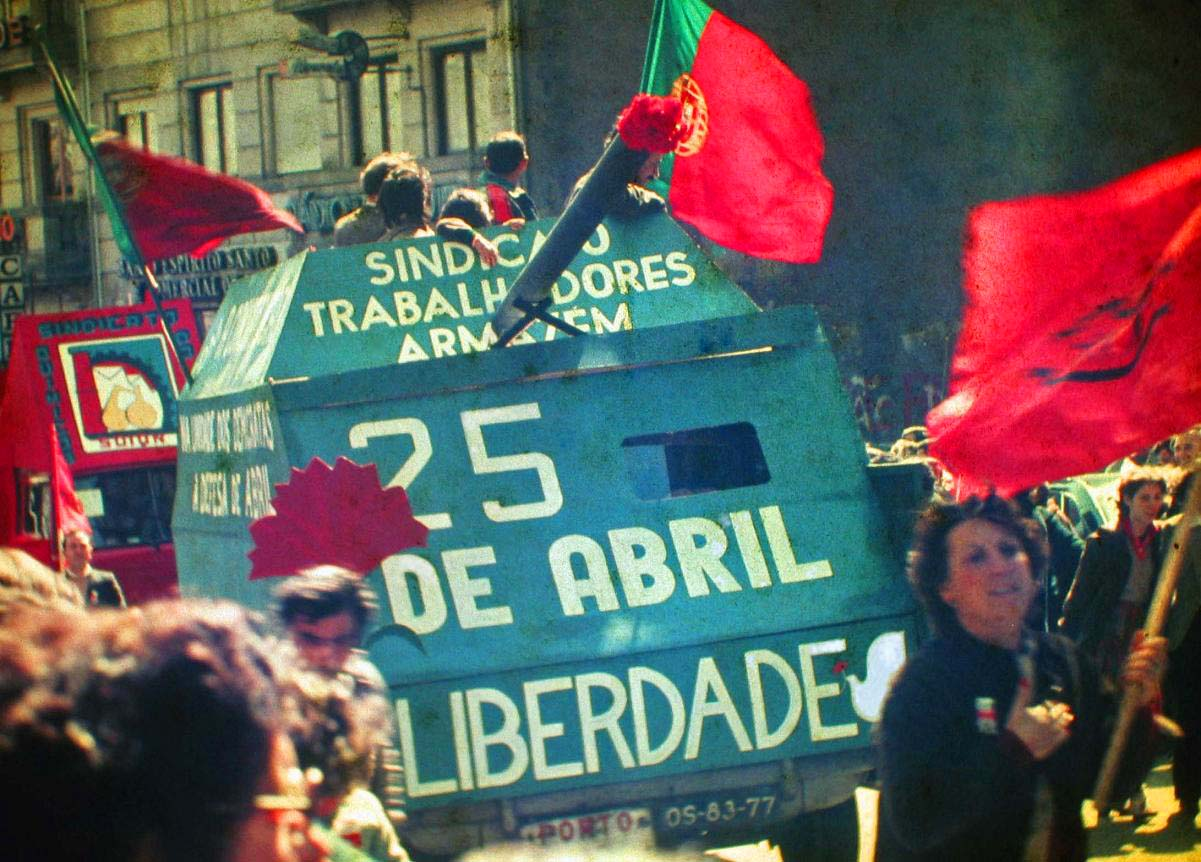
25 de Abril, 1983
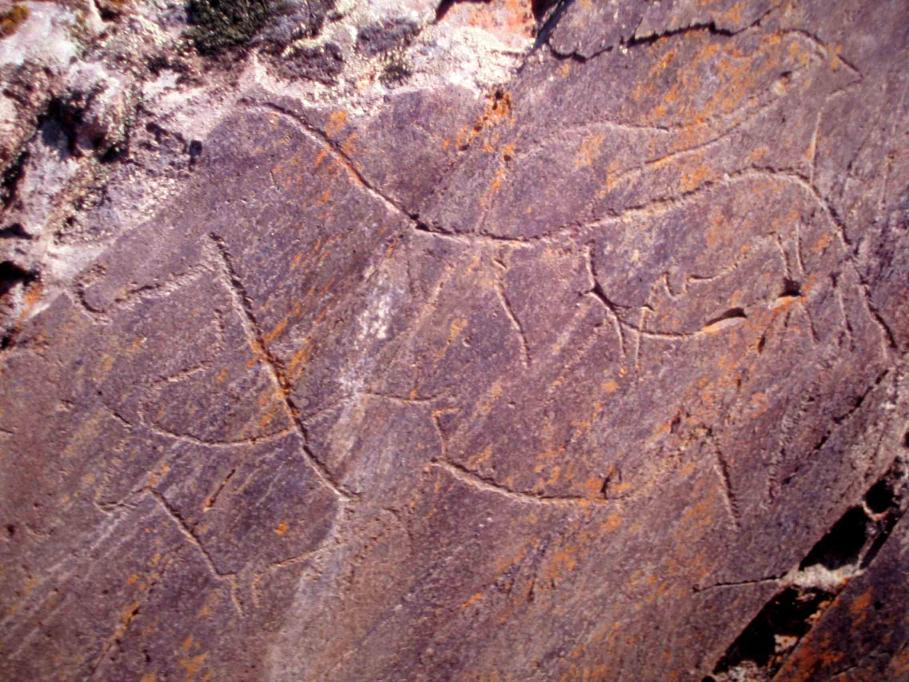
Sítios de arte rupestre do Vale do Coa, 2008

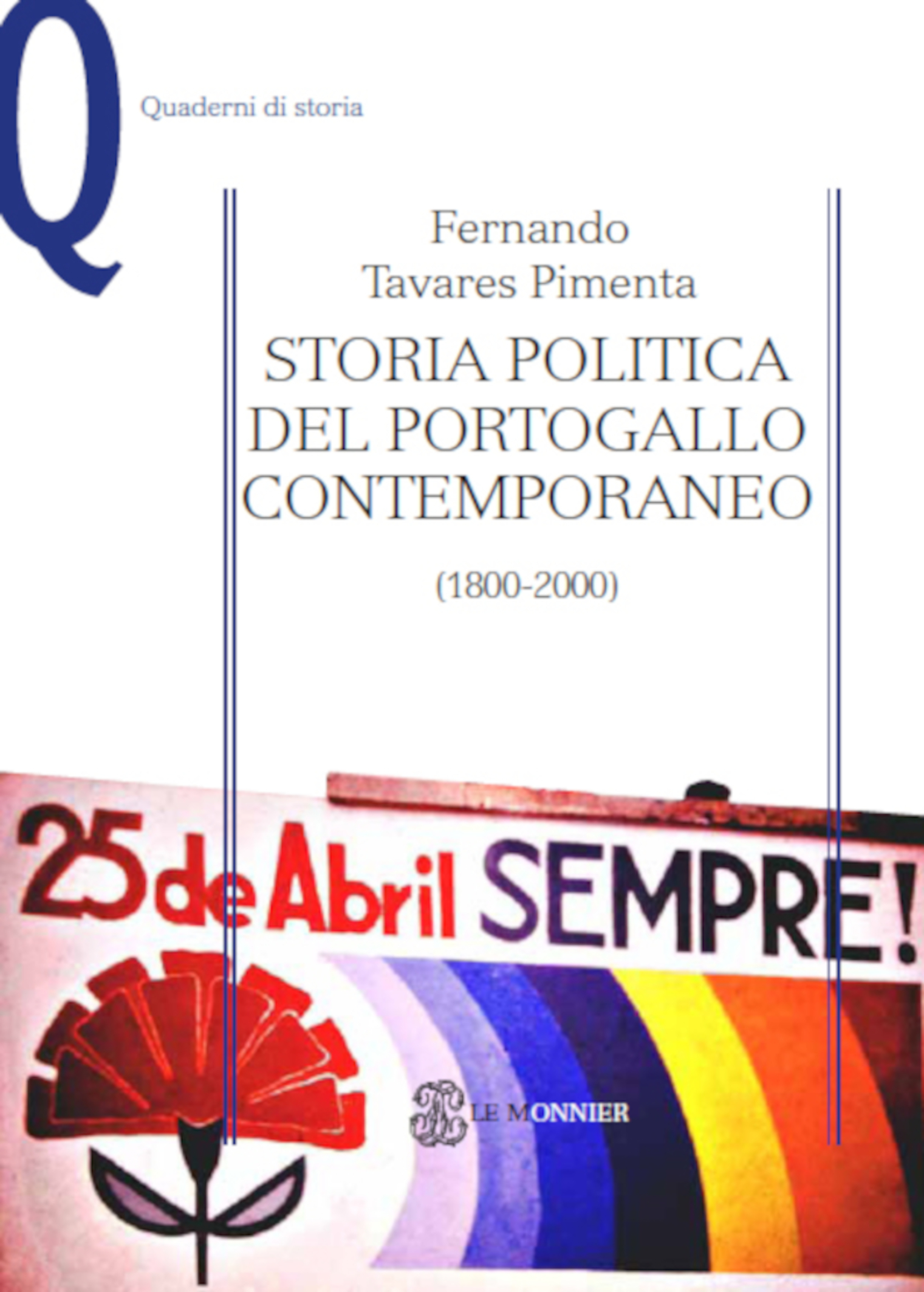
Capa de livro, Storia politica del Portogallo contemporaneo, 2011
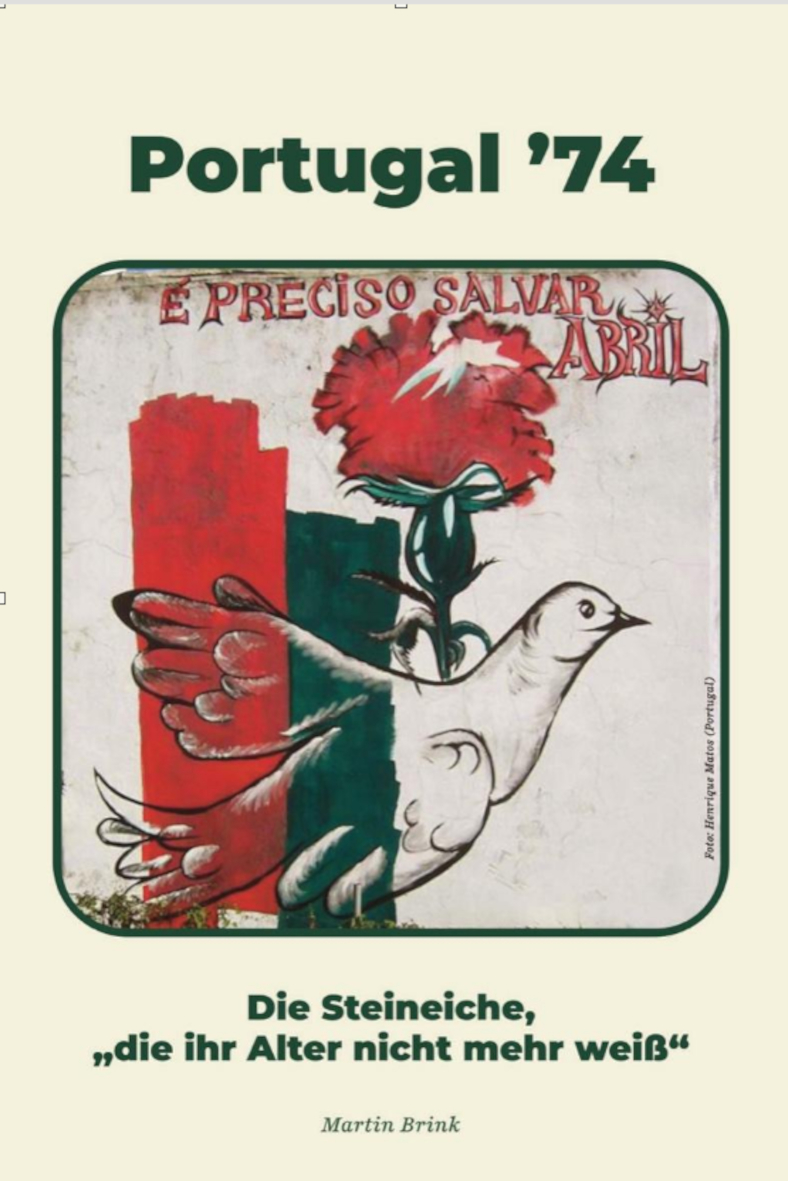
Capa de livro, Portugal ´74 Die Steineiche, „die ihr Alter nicht mehr weiß, 2024